# Luciene Kaxinawá
Luciene Kaxinawá (Porto Velho, 1997?), nascida Ibatsai Kaxinawá, é a primeira jornalista e apresentadora indígena da televisão Brasileira. Luciene é do povo Huni Kuin, também conhecidos como Kaxinauá. Atua no Canal Futura. Recebeu os prêmios Sim à Igualdade Racial (2024) e 17º Troféu Mulher IMPRENSA. Luciene se destacou cobrindo conflito relacionados aos povos indígenas da região norte do Brasil.

## Carreira
Luciene Kaxinawá é filha de dona Maria, indígena que trabalha como diarista, e de Francisco, pedreiro e seringueiro. Só a partir dos 10 anos de idade, teve contato direto com a cultura Huni Kuin, em território localizado entre a fronteira do Brasil com o Peru.
Iniciou sua atuação no setor de jornalismo, aos 16 anos, como menor aprendiz no canal Amazon Sat, um canal temático da região Norte. Além de repórter, Luciene atuou em produção de conteúdo, edição de imagens, apresentação e supervisão de imagem na Rede Amazônica, afiliada à Rede Globo, em Rondônia. Durante a faculdade de Jornalismo, começou a cobrir conflitos com os povos indígenas na região Norte e nas fronteiras do país, incluindo a fronteira Brasil-Bolívia e os conflitos durante as eleições presidenciais da Bolívia em 2019.
Em 2019, formou-se jornalista e destacou-se registrando os rituais do povo Juma, em Canutama, no estado do Amazonas.
| “                  | Eu fui a primeira da minha família a entrar em uma universidade e permanecer nela. [...] Por tantas vezes fui questionada pela minha capacidade de fazer as coisas, enfrentei muita misoginia, assédio, mas como mulher e indígena que sou passei por cima de todas essas coisas pra poder chegar até aqui. | ” |
| — Luciene Kaxinawá | |   |

Em 2020, foi correspondente da CNN Brasil e colaborou com a revista VOGUE Brasil em edição especial sobre a Amazônia, tendo recebido a premiação internacional Green Award.
Em 2022, foi administradora do setor de comunicação do Podáali – Fundo indígena da Amazônia Brasileira, do Movimento Indígena Amazônico, da Coordenação das Organizações Indígenas da Amazônia Brasileira (COIAB). Foi criado, gerenciado e composto por indígenas. Podáali, na língua Baniwa, significa “doar sem querer receber nada em troca”.
No mesmo ano, era apresentadora no Canal Futura.
Em abril de 2024, Luciene Kaxinawá foi a primeira jornalista a participar do "Territórios Casa Comum", especial da Revista Casa Comum com o intuito de demonstrar a diversidade cultural das 1.693.535 pessoas que fazem parte do guarda-chuva "povos indígenas do Brasil".

### Instituições de atuação
- 2022 - Pulitzer Center[14]
- 2022 - Podáali[15]
- 2022 - Canal Futura[16]
- 2020 - CNN Brasil[6][17]
- 2020 - VOGUE Brasil[11]
- 2019 - Amazônia Real[4]
- 2014 - Rede Amazônica[7]
- 2012 - Amazon Sat[6]

## Vida pessoal
O primeiro filho de Luciene Kaxinawá nasceu em 2024.

## Prêmios
- 2024 - Prêmio Sim à Igualdade Racial, na Categoria Cultura - Raça em Pauta[19]
- 2023 - 17º Troféu Mulher IMPRENSA, na categoria Regionalidade: Norte[1][20][21][16]
- 2021 - Green Award, pela matéria "Guardiões da Floresta”[1]